# 패놉티콘

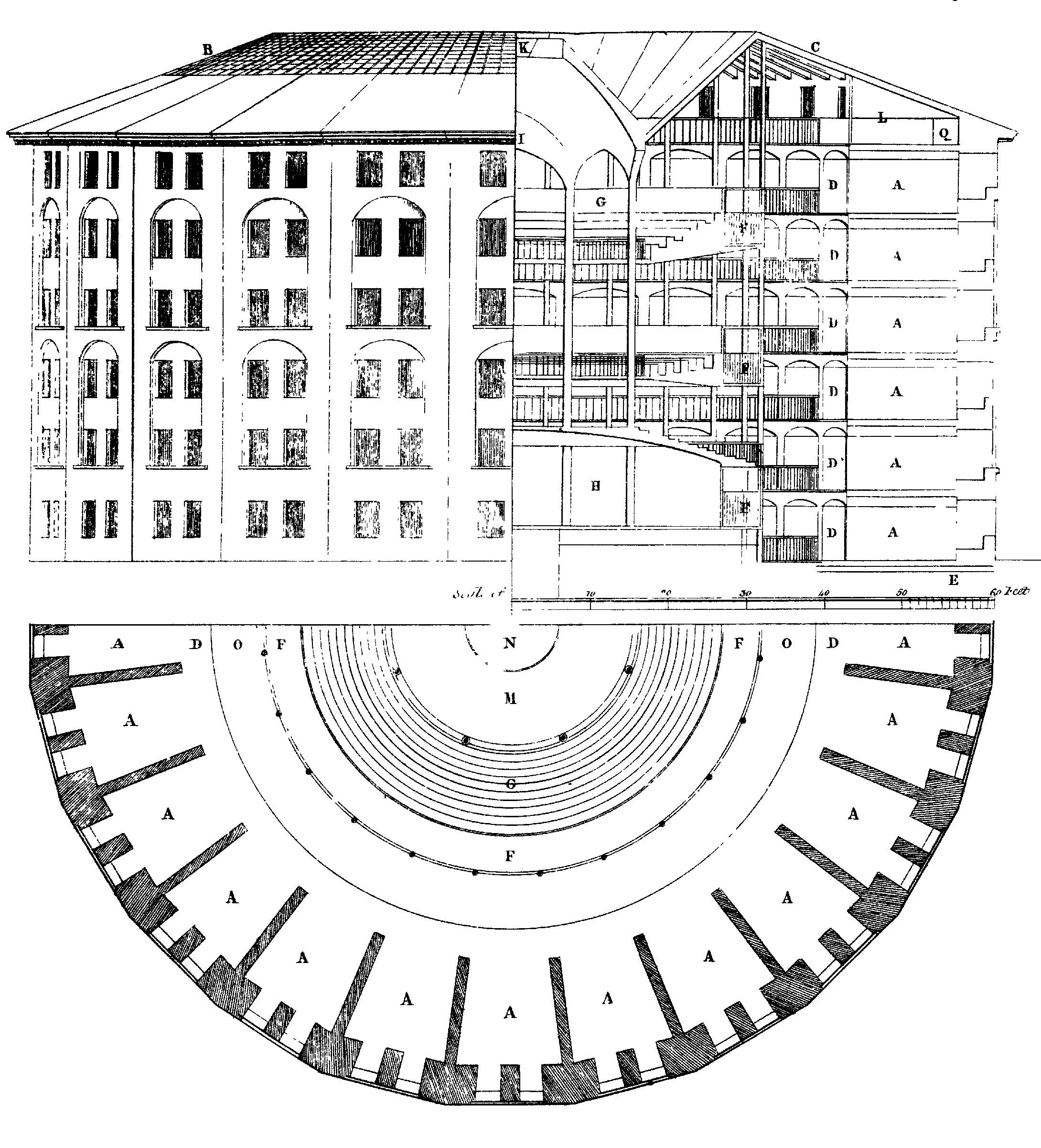
제러미 벤담의 패놉티콘 청사진, (1791년).

패놉티콘(영어: panopticon)은 영국의 철학자이자 법학자인 제러미 벤담이 제안한 일종의 감옥 건축양식을 말한다. 패놉티콘의 어원은 그리스어로 '모두'를 뜻하는 'pan'과 '본다'를 뜻하는 'opticon'을 합성한 것으로, 벤담이 소수의 감시자가 모든 수용자를 자신을 드러내지 않고 감시할 수 있는 형태의 감옥을 제안하면서 이 말을 창안했다.
벤담은 자신의 제안서에서 이 감옥의 본질적인 장점을 한 단어로 표현하기 위해, "진행되는 모든 것을 한눈에 파악할 수 있는 능력"을 의미하는 "패놉티콘" 이라고 부를 것이라고 하였다.

## 패놉티콘의 배경과 역사
벤담은 1785년에서 1788년 사이 유럽 곳곳을 여행하고 당시 러시아에서 일하던 동생 새뮤얼 벤담을 만나기 위해 러시아로 갔는데 그때 패놉티콘의 최초 구상을 완성했다고 전해진다. 최소한의 비용으로 노동자를 감시하고 통제하기 위한 시설을 고안하던 중 패놉티콘의 개념을 감옥으로 확장한 것이다. 1786년 벤담은 패놉티콘의 개념을 담은 21통의 편지를 썼고 나중에 더블린의 출판사에서 한 권의 책으로 간행되었다. 1791년 벤담은 영국에서 단행본 출판과 거의 동시에 프랑스 의회에 패놉티콘을 제안하고 프랑스 의회는 제안서를 인쇄하는 등 거의 실현될 것처럼 보였다. 그러나 이듬해 루이 16세가 실각하고 그의 제안은 폐기되었다.
벤담은 그의 생애와 전 재산의 대부분을 이 패놉티콘 계획을 실현하는 데 바쳤다. 1794년 그의 제안이 영국에서 받아들여져 런던 근교에 감옥 부지를 마련하고 토지를 매입하지만 런던 의회가 보상금을 너무 적게 주는 바람에 벤담은 파산하고 말았으며 그에 따라 감옥 건축 계획도 성과 없이 지연되고 말았다.
1811년과 1813년 사이 다시 한 번 영국에서 감옥 개혁안이 대두되자 벤담의 계획안이 세상의 빛을 받고 벤담은 감옥 부지에 대한 토지보상금을 받게 되었지만 감옥의 건축 양식 자체는 벤담의 패놉티콘 형식이 아니라 미국 펜실베이니아식으로 결정되었다. 이로써 벤담이 그토록 실현하고자 했던 패놉티콘 계획은 벤담의 생전에는 실현되지 못했다.

## 패놉티콘 건축

### 패놉티콘의 개념

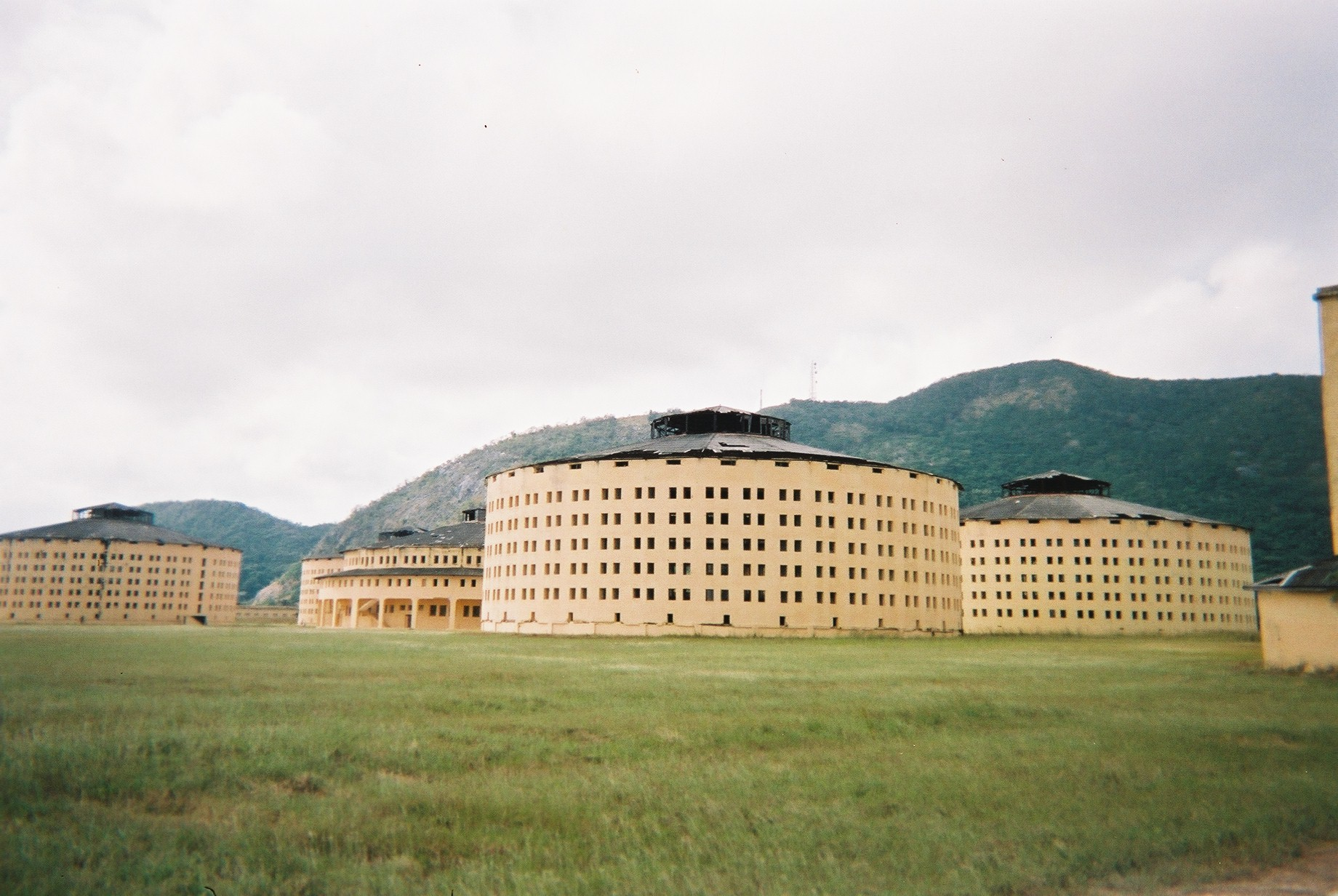
프레시디오 모델로 감옥 외부, 쿠바, 2005년

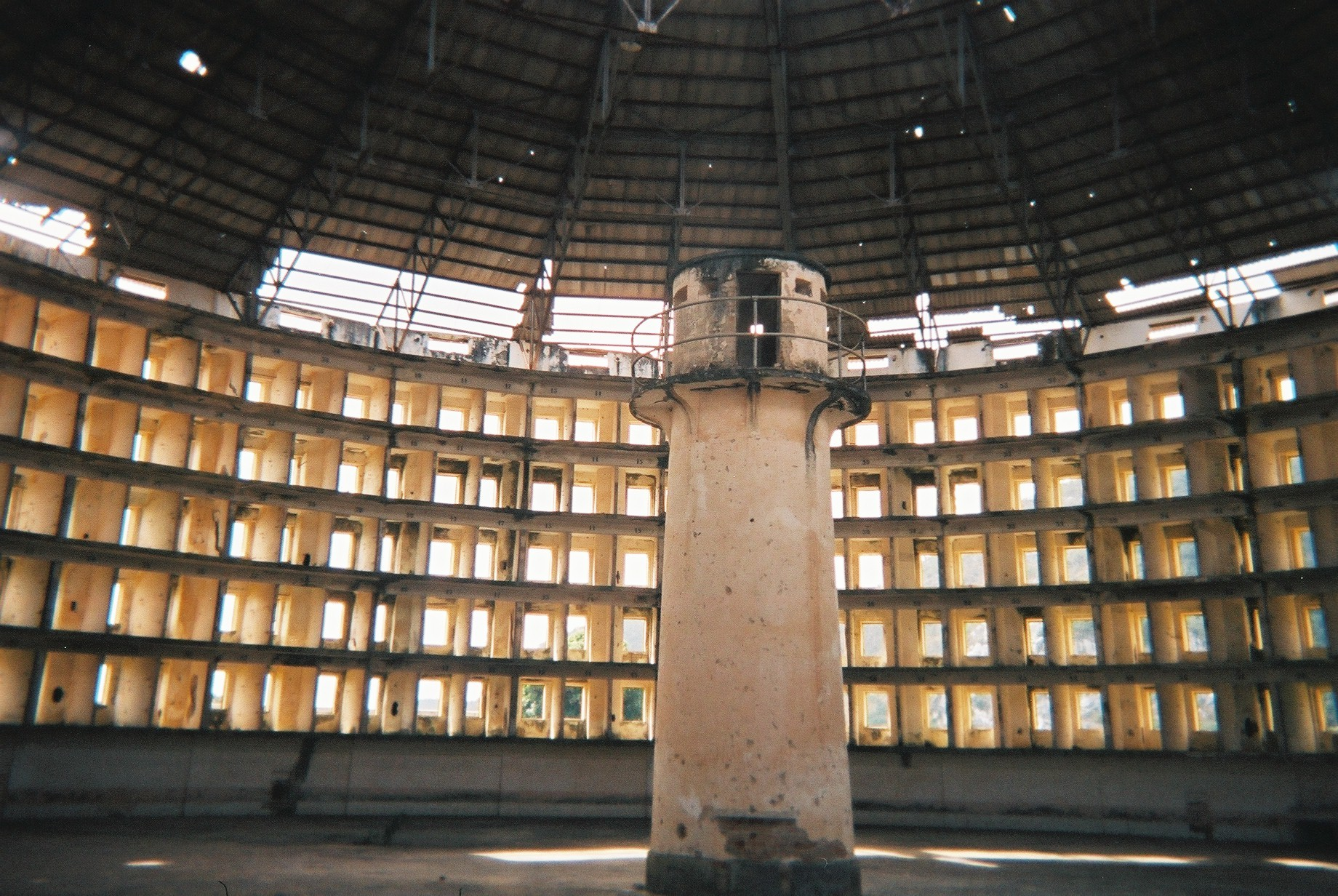
프레시디오 모델로 감옥 내부, 쿠바, 2005

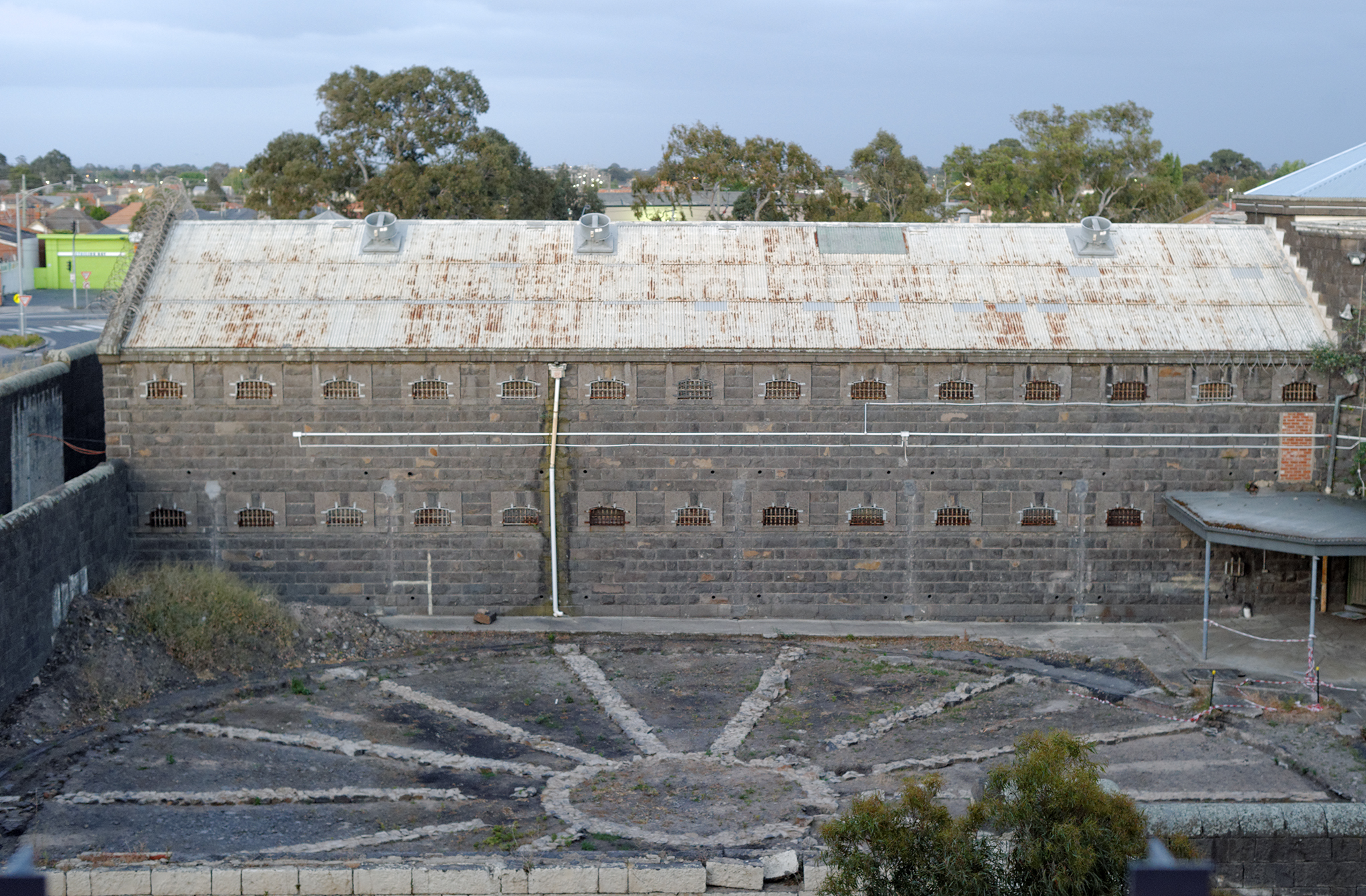
파괴된 펜트리지 감옥 패놉티콘, 2015

패놉티콘의 개념은 일종의 이중 원형건물이다. 감옥 둘레에는 원형의 6층(또는 4층) 건물이 있고 수용자들의 수용시설은 이 건물에 배치된다. 수용실의 문은 내부가 들여다 보이도록 만들어지고 그 앞에는 좁은 복도가 설치된다.
중앙에는 역시 원형의 감시 탑이 있는데 이곳에 감시자들이 머물게 된다. 감시탑에서는 각 구석구석 수용실을 훤히 볼 수 있지만 수용자들은 감시자가 있는지 없는지, 감시하는지 하지 않는지 알 수가 없다. 그 결과 수용자들은 감시자가 없어도 수용자가 감시자의 부재를 인식하지 못하기 때문에 실제로 감시자가 있는 것과 같은 효과를 낸다.
이처럼 패놉티콘은 중앙의 원형감시탑에서 각 수용실을 단번에 파악할 수 있고 감시 권력이 자신을 드러내지는 않지만 수용자가 항상 감시당하고 있는 상태, 즉 감시자의 존재가 드러나지 않지만 끊임없이 감시되는 상태를 그 핵심 개념으로 한다.

### 개념의 확장
벤담은 판옵티콘의 개념을 감옥과 같은 감시시설에만 국한하지 않았다. 패놉티콘의 개념은 군대의 병영, 병원, 수용소, 학교, 공장 등으로 확대될 수 있다고 보았다. 공리주의자인 벤담의 입장에서 최소한의 비용, 최소한의 감시로 최대의 효과를 누릴 수 있는 패놉티콘은 이상적인 사회의 축소판으로 보였다.

#### 벤담의 패놉티콘
벤담은 학교,공장,병원에까지 패놉티콘이 이용될 수 있다고 주장했는데, 사실 패놉티콘의 아이디어는 그 기원에서 볼 때 공장에서 감옥으로 넘어온 것이다. 새뮤얼 벤담이 러시아에서 포템킨 왕자를 도와 해군이 배를 만드는 일을 관장하고 있을 때 수많은 미숙련 노동자들이 바글거리는 조선소를 소수의 숙련 노동자들이 효율적으로 관리하는 방법에 대해 생각하다가 이들의 작업을 한눈에 볼 수 있도록 작업장 구조를 설계했고, 벤담은 동생의 작업장을 방문했다가 효과적인 감시 체계를 목격하고 이를 자신이 관심을 가졌던 감옥의 개혁에 적용시켰다.
푸코는 벤담의 패놉티콘을 '잔인한 철장'이라고 불렀지만 18~19세기 영국의 감옥 개혁의 맥락에서 벤담의 패놉티콘을 연구한 셈플은 더럽고 비인간적이며 착취와 학대가 난무했던 18세기 감옥이나 보통 1/3이 죽어 나갔던 미국으로의 죄수호송선에 비해볼 때 분명히 더 발전적인 요소를 가지고 있었다고 주장했다. 패놉티콘의 방에는 위생적 화장실 설비가 있었고, 환기는 물론 중앙 난방과 심지어 냉방까지 제공했으며, 시민이 그 운영을 감시했고, 죄수들은 적어도 억압과 굶주림, 질병과 죽음의 공포에서 해방된다는 점에서 더 인간적이고 합리적이었다는 것이다.
그런데 1968년 “제레미 벤담의 귀신들린 집”이라는 논문을 출판한 힘멜파브는 반대된 입장을 보였다. ‘최대 다수의 최대 행복’이라는 경구로 잘 알려진 벤담의 철학의 근저에는 사회 다수의 행복과 안녕을 위해서 죄수를 ‘영원한 고독’의 상태로 24시간 감시하고 이들에게 감자만 먹인 채로 강제 노동을 시키고 그 결과를 착취하는 것을 합법화하는 패놉티콘이 존재했다는 것이다. 즉 벤담의 패놉티콘에서 볼 수 있는 ‘개혁’은 사회적인 약자나 소수자에 대한 동정에서 비롯되어 이들의 권리를 되찾게 해주는 개혁이 아니라 다수의 행복을 위해 소수의 권리를 억누르고 희생하는 식이었다는 것이 힘멜파브의 지적이었다.
벤담의 패놉티콘은 건물주가 국가와 계약을 체결해서 운영하는 사설 감옥이자 공장형 감옥이었다. 벤담에 의하면 패놉티콘에 갇힌 죄수는 보이지 않는 곳에서 항상 자신을 감시하고 있을 간수의 감시의 시선을 내화해서 스스로를 감시하게 되는 것이었다. 벤담은 자신이 패놉티콘의 운영자가 될 야심을 가지고 있었으며, 이를 이루기 위해 약 20여 년 간 온갖 노력을 아끼지 않았다. 그렇지만 계약으로 운영되는 사설 감옥, 죄수의 노동에 의존하는 공장형 감옥인 패놉티콘은 당시 영국의 개혁세력 일부가 추진하던 공공 감옥, 격리식 감옥과 정반대였다. 이러한 이유 때문에 벤담의 영향력과 노력에도 불구하고 1811년 영국 정부는 패놉티콘을 포기했다.

#### 푸코의 패놉티콘
벤덤의 개념은 실제 감옥 건축에서 보다 철학적으로 더 고찰의 대상이 되었다. 프랑스 철학자 미셀 푸코는 그의 저서 《감시와 처벌》(Surveiller et punir, 1975)에서 벤 담의 패놉티콘 개념을 다시 부활시키고 고찰하였다. 푸코에게 있어서 패놉티콘은 벤덤이 상상했던 사설 감옥의 의미를 훨씬 뛰어넘는 것이었다. 그것은 새로운 근대적 감시의 원리를 체화한 건축물이었고, 군중이 한 명의 권력자를 우러러보는 '스펙터클의 사회'에서 한 명의 권력자가 다수를 감시하는 '규율 사회'로의 변화를 상징하고 동시에 이런 변화를 추동한 것이었다. 푸코의 패놉티콘은 현재 정보화 시대의 '전자 감시'와 많이 흡사하다. 1970년대 중반 이후 다양한 감시와 통제의 방법이 컴퓨터 데이터베이스, 폐쇄 카메라, 신용카드와 같은 전자 결재나 인터넷을 통한 소비자 정보의 수집이라는 형태로 널리 사용되었다. 푸코에게 패놉티콘은 근대 "권력"을 아주 잘 설명해주는 장치다. 패놉티콘을 통해 새로운 권력행사 방식을 알 수 있다고 보았다. 패놉티콘에서 고찰한 푸코의 권력은 소유하는 것이 아니라 "작용"하는 것이며 억압하는 것이 아니라 "생산"하는 것으로 보았다.

#### 정보 패놉티콘
정보 패놉티콘이란 전자 기기를 이용한 감시 체계를 가리키는 말로써 전자 패놉티콘이라고도 불린다. 여기서 말하는 '정보'란 벤담의 패놉티콘에서의 '시선'을 대신해서 규율과 통제의 기제로 작동하는 것을 말한다. 시대가 변하면서 감옥의 통제와 규율의 기제는 '시선'에서 '정보'로 진화했다. 이러한 측면에서 정보 감시는 시선에 근거한 감시 메커니즘의 연장선상에 있다고 볼 수 있다.
또 벤담의 패놉티콘과 정보 패놉티콘은 '불확실성'에서도 공통점이 있다. 패놉티콘에 갇힌 죄수가 자신이 감시를 당하는지 아닌지 모르듯이, 전자 패놉티콘의 정보망에 노출된 사람들은 자신의 행동이 다른 이에 의해 열람될 지 확신할 수 없기 때문에 자신의 행동이나 작업에 주의를 기울이게 된다.
그렇지만 패놉티콘과 정보 패놉티콘 사이에는 뚜렷한 차이가 있다. 패놉티콘의 감시기제인 시선은 그 영향범위에 한계가 있지만 정보 패놉티콘의 감시기제인 '정보'는 컴퓨터를 통해 국가적이고 전지구적으로 수집되어버린다. 철학자 들뢰즈(Gilles Deleuze)는 이러한 인식을 한 단계 더 추상적인 차원으로 일반화시켜서 지금 우리가 살고 있는 사회가 푸코의 규율 사회를 벗어난 새로운 "통제 사회"(control society)라고 주장했다. 그에 의하면, 규율사회는 증기 기관과 공장이 지배하며 요란한 구호에 의해 통제되는 사회였지만, 통제 사회는 컴퓨터와 기업이 지배하고 숫자와 코드(code)에 의해 통제되는 사회이다. 벤담의 패놉티콘이 규율 사회에 적합한 감시의 메커니즘이라면 정보 패놉티콘은 통제사회에 적합한 감시의 메커니즘이라고 할 수 있다.
패놉티콘과 정보 패놉티콘 사이에는 다른 질적인 차이도 있다. 패놉티콘에는 죄수를 감시하는 간수가 '중앙'에 있는 탑에 숨어서 주변의 감방을 감시했지만, 정보 패놉티콘의 경우에는 이러한 '중앙'의 위치가 뚜렷하지 않은 경우가 많다. 예를 들어 CCTV의 경우 우리를 감시하는 모든 CCTV는 독립적으로 분산되어 존재한다. 또 이런 경우에 감시자가 피감시자를 일일이 알아서 규율을 강제할 수 있는 것도 아니며, 많은 경우 사람들은 CCTV가 자신을 찍고 있다는 것도 모르고 지낸다. 전자 감시는 벤담의 감옥이라는 제한된 공간을 뛰어넘어 도시, 국가, 세계로 그 관장 영역을 넓혔지만 동시에 이를 관장하는 권력자가 위치하던 중앙의 감시탑과 같은 공간도 다양한 네트워크의 그물망으로 분산시켰다.
전자 패놉티콘이 아날로그적 감시와 구별되는 것은 중앙이 뚜렷하지 않은 탈중심화 현상이다. 모든 중심과 위계질서가 사라지는 포스트모던의 탈중심화 현상이 감시 체제에도 적용되는 것이다. 예를 들어 경찰 순찰차에 장착된 컴퓨터에서 즉석 조회가 가능한 것은 중앙 감시탑의 역할이 모든 순찰차로 분산되었다는 것을 의미한다. 중앙 감시탑의 역할이 네트워크의 그물망으로 분산된 것이다. 중앙의 감시능력이 주변으로 분산됨에 따라 더 광범위한 감시가 이루어지게 된다. 순찰차에 탄 경찰관은 자신이 시민을 감시하지만 동시에 자신도 감시된다. 순찰 도중 조회한 상황이 전부 기록으로 남기 때문이다. 슬라보예 지젝(Slavoj Zizek)이 푸코를 비판하는 것도 바로 이런 점에서이다. 감시하는 시선을 절대시하는 푸코와 달리 그는 감시자의 시선이 항상 전능할 수 없다고 말한다. 즉 감시자는 대상을 감시하지만 동시에 그 대상이 또한 자신을 감시하고 있다는 것을 알고 불안해한다. 감시하는 자의 이런 불안은 감시당하는 자의 불안을 능가할 수도 있다는 것이 그의 생각이다.

#### 수퍼 패놉티콘
미국의 사회학자 마크 포스터 (Mark Poster)가 주장한 수퍼 패놉티콘은 감시체제가 피감시자의 자발적 협조에 의해 이루어지는 구조에서 비롯되었다.
'거대한 컴퓨터베이스'라고도 불리는 이 수퍼 패놉티콘의 중요한 특성은 '감시를 당하는 사람이 감시에 필요한 정보를 제공하는 것'을 꼽을 수 있다. 이 때문에 수퍼 패놉티콘에는 '신중하게 설계된 건물도, 범죄학과 같은 과학도, 운영을 위한 복잡한 장치'도 필요없다. 기업이 소비자에게 혜택을 제공하고 원하는 정보를 얻는다는 이 시스템 아래에서 피감시자의 자발성이 가능한 것은 대부분의 사람들이 개인의 신상, 상품구매정보를 알려줄 때, 편리함과 같이 눈앞에 보이는 이득만을 고려하지 이것이 자신의 소비성향에 대한 상세한 정보를 기업에 제공하고, 이 정보가 광고회사나 기타 정부기관으로 넘어갈 수 있다는 것을 생각하지 않기 때문이다. 한편, 국가에 의한 감시 또한 공적 이익을 도모한다는 명분아래 시행된다. 또한 이는 생산적인 힘으로 간주되기도 한다.

#### 역패놉티콘과 시놉티콘
역패놉티콘(reverse panopticon)이란 감시를 받던 피감시자들이 역으로 감시자들을 감시하게 되는 상황을 말한다. 다시 말해 역패놉티콘은 패놉티콘을 권력자를 견제하는 메커니즘으로 탈바꿈시킨 것인데, 이 경우 소수의 감시자와 다수의 피감시자간의 경계가 사라지고 모두가 서로를 감시하는 상황이 조성된다. 우리는 이러한 구조를 시놉티콘(synopticon)이라고 부른다.
매티슨(Thomas Mathiesen)은 소수가 다수를 감시하는 패놉티콘이 근대 사회의 감시의 원리로 자리잡았던 19세기를 통해 다수가 소수의 권력자를 감시하는 언론과 통신기술이 발달했다고 주장하면서, 이렇게 다수가 소수의 권력자를 감시하는 언론의 발달을 시놉티콘(synopticon)이라고 명명했다. 패놉티콘과 달리 시놉티콘은 권력자와 대중이 동시에(syn) 서로를 보는 메커니즘이었다.

#### 패놉티콘의 유래
파놉티시즘 : 파놉티시즘이란 프랑스 현대철학자 미셸 푸코가 ‘감시와 처벌’에서 쓴 말로 패놉티콘은 1명의 교도관이 다수의 범죄자를 감시할 수 있는 원형 감옥인 패놉티콘(panopticon·‘모두’를 뜻하는 pan과 ‘본다’라는 뜻의 opticon 합성어)에서 유래됐다. IT 발달로 인해 모두가 소수의 권력에 의해 감시당한다는 의미다. 이것은‘21세기판 빅 브러더'를 말한다고 할 수 있다.
홀롭티시즘 : 당초 IT 발달의 부작용으로 우려됐던 ‘파놉티시즘’(Panopticism)의 반대말이다. 홀롭티시즘은 파리의 겹눈, 그러니까 수백개의 홑눈이 겹쳐져 붙어 있는 복안(複眼) 구조를 뜻하는 홀롭틱(Holoptic)에서 따왔다. 평범한 일개 개인이라도 IT 발달로 수천, 수만 개의 겹눈을 지닌 사람이 되어 전체 상황을 훓어볼 수 있는 능력을 지니게 됐다는 것이다.

## 같이 보기
- 수베일런스(en:Sousveillance) - '역(逆)감시'의 의미로서 아래로부터 위로의 감시를 뜻한다
- 대량 감시
- 프라이버시
- 마이크로칩 임플랜트(ex. 베리칩)
- 자기감시
- 중앙은행 디지털화폐(en:Central bank digital currency)